# 4. januar
4. januar je 4. dan leta v gregorijanskem koledarju. Ostaja še 361 dni (362 v prestopnih letih).

## Dogodki
- 1642 – Kralj Karel I. Angleški vstopi v parlament in zahteva aretacijo 5 članov in s tem sproži Angleško državljansko vojno.
- 1797 – izhajati začno Lublanske novice, prvi slovenski časopis
- 1905 – Albert Einstein objavi svojo znamenito enačbo {\displaystyle E=mc^{2}}
- 1923 – pariška konferenca o vojni odškodnini zastane, ko Francija vztraja na trdi liniji, medtem ko Združeno kraljestvo želi obnovo
- 1944 – začetek zavezniškega napada na Monte Cassino
- 1945 – v bombnem napadu porušena ptujska minoritska cerkev
- 1958 – Sputnik 1, prvi umetni satelit, zgori v ozračju
- 1960 – Avstrija, Danska, Norveška, Portugalska, Švedska, Švica in Združeno kraljestvo podpišejo sporazum o ustanovitvi Efte
- 1967 – s krvavim obračunom vojske z revizionisti v Šanghaju doseže kitajska kulturna revolucija višek
- 1993 – pričetek vojne za osamosvojitev Abhazije izpod Gruzije
- 2005 – predsedniške volitve na Hrvaškem (zmaga Stipe Mesić)

## Rojstva
- 1334 – Amadej VI., savojski grof († 1383)
- 1338 – Muhamed V., granadski emir († 1391)
- 1643 – sir Isaac Newton, angleški fizik, matematik, astronom, filozof, alkimist († 1727)
- 1710 – Giovanni Battista Pergolesi, italijanski skladatelj († 1736)
- 1745 – Johann Jakob Griesbach, nemški teolog († 1812)
- 1747 – Dominique Vivant Denon, francoski arheolog, muzealec († 1825)
- 1772 – Anton Friedrich Justus Thibaut, nemški pravnik, filozof († 1840)
- 1785 – Jacob Ludwig Karl Grimm, nemški pisatelj, filolog († 1863)
- 1797 – Wilhelm Wolff Beer, nemški poslovnež, ljubiteljski astronom († 1850)
- 1809 – Louis Braille, francoski izumitelj pisave za slepe († 1852)
- 1813 – Alexander Bach, avstrijski državnik († 1893)
- 1834 – Josip Vošnjak, slovenski politik, pisatelj, zdravnik († 1911)
- 1839 – Karl Humann, nemški inženir, arheolog († 1896)
- 1872 – Matija Jama, slovenski slikar († 1947)
- 1890 – Moša Pijade, srbski slikar, novinar, politik († 1957)
- 1936 – Gianni Vattimo, italijanski filozof in politik
- 1956 – Oto Pestner, slovenski pevec
- 1993 – Jure Ferjan, slovenski ekonomist, novinar in politik

## Smrti
- 1207 – Simon II., vojvoda Zgornje Lorene (* 1140)
- 1256 – Bernard Spanheimski, koroški vojvoda
- 1266 – Beatrika Savojska, provansalska grofica (* 1205)
- 1286 – Ana Komena Doukaina, epirska princesa, ahajska kneginja
- 1309 – Angela Folinjska, italijanska frančiškovska mistikinja, svetnica (* 1248)
- 1399 – Nicolás Aymerich, španski dominikanec, teolog, papeški inkvizitor (* 1320)
- 1424 – Muzio Sforza, italijanski condottiero, ustanovitelj dinastije Sforza (* 1369)
- 1428 – Friderik I. Saški, nemški volilni knez, mejni grof Meissna (* 1370)
- 1761 – Stephen Hales, angleški fiziolog, fizik, kemik, izumitelj (* 1677)
- 1786 – Moses Mendelssohn, nemški judovski filozof (* 1729)
- 1880 – Anselm Feuerbach, nemški slikar (* 1829)
- 1903 – Pierre Laffitte, francoski filozof (* 1823)
- 1911 – Charlotte E. Ray, ameriška učiteljica, odvetnica (* 1850)
- 1941 – Henri-Louis Bergson, francoski filozof, nobelovec 1927 (* 1859)
- 1957 – Theodor Körner, avstrijski oficir, državnik (* 1873)
- 1960 – Albert Camus, francoski pisatelj, filozof, nobelovec 1957 (* 1913)
- 1961 – Erwin Schrödinger, avstrijski fizik (* 1887)
- 1965 – Thomas Stearns Eliot, angleško-ameriški dramatik, pesnik, esejist, kritik, nobelovec 1948 (* 1888)
- 1967 – Boris Kraigher, slovenski narodni heroj, politik (* 1914)
- 1975 – Carlo Levi, italijanski pisatelj, slikar, novinar judovskega rodu (* 1902)]
- 1991 – Stanislav Lenič, slovenski škof (* 1911)
- 1995 – Sol Tax, ameriški etnograf in antropolog (* 1907)
- 2006 – šejk Maktum bin Rašid al Maktum, savdski emir Dubaja (* 1943)
- 2021:
  - Tanya Roberts, ameriška igralka in producentka (* 1955)
  - Martinus J.G. Veltman, nizozemski fizik, nobelovec (* 1931)

## God
- sveti Gregorij Langreski
- sveta Angela Folinjska